# Gary Mabbutt
Gary Mabbutt OBE (ur. 23 sierpnia 1961 w Bristolu) – piłkarz angielski grający na pozycji obrońcy. W swojej karierze rozegrał 16 meczów w reprezentacji Anglii i strzelił 1 gola. Kawaler Orderu Imperium Brytyjskiego (MBE).

## Kariera klubowa
Swoją karierę piłkarską Mabbutt rozpoczął w klubie Bristol Rovers. W 1978 roku awansował do kadry pierwszej drużyny i w sezonie 1978/1979 zadebiutował w jej barwach w rozgrywkach Division Two. W sezonie 1979/1980 stał się podstawowym zawodnikiem Bristolu Rovers. W sezonie 1980/1981 spadł z nim do Division Three. W Bristolu Rovers grał do końca sezonu 1981/1982.
Latem 1982 roku Mabbutt przeszedł za 100 tysięcy funtów do Tottenhamu Hotspur. W rozgrywkach Football League Championship zadebiutował 28 sierpnia 1982 w zremisowanym 2:2 domowym meczu z Luton Town. W debiutanckim meczu zdobył gola. Od czasu debiutu był podstawowym zawodnikiem zespołu Tottenhamu. W sezonie 1983/1984 dotarł z Tottenhamem do finału Pucharu UEFA. Wystąpił w nim w obu spotkaniach z Anderlechtem. W obu meczach padł remis 1:1, a Tottenham zdobył puchar, dzięki zwycięstwu w serii rzutów karnych. Z kolei w 1991 roku wystąpił w wygranym 2:1 finale Pucharu Anglii z Nottinghamem Forest. W Tottenhamie Hotspur grał do końca swojej kariery, czyli do końca sezonu 1997/1998. W Tottenhamie, w którym pełnił również funkcję kapitana, rozegrał 482 ligowe mecze oraz zdobył w nich 27 goli.
| Sezon   | Klub              | Kraj   | Rozgrywki      | Mecze | Bramki |
| ------- | ----------------- | ------ | -------------- | ----- | ------ |
| 1978/79 | Bristol Rovers    | Anglia | Division Two   | 11    | 0      |
| 1979/80 | Bristol Rovers    | Anglia | Division Two   | 33    | 0      |
| 1980/81 | Bristol Rovers    | Anglia | Division Two   | 42    | 5      |
| 1981/82 | Bristol Rovers    | Anglia | Division Three | 45    | 5      |
| 1982/83 | Tottenham Hotspur | Anglia | Division One   | 38    | 10     |
| 1983/84 | Tottenham Hotspur | Anglia | Division One   | 21    | 2      |
| 1984/85 | Tottenham Hotspur | Anglia | Division One   | 25    | 2      |
| 1985/86 | Tottenham Hotspur | Anglia | Division One   | 32    | 3      |
| 1986/87 | Tottenham Hotspur | Anglia | Division One   | 37    | 1      |
| 1987/88 | Tottenham Hotspur | Anglia | Division One   | 37    | 2      |
| 1988/89 | Tottenham Hotspur | Anglia | Division One   | 38    | 1      |
| 1989/90 | Tottenham Hotspur | Anglia | Division One   | 36    | 0      |
| 1990/91 | Tottenham Hotspur | Anglia | Division One   | 35    | 2      |
| 1991/92 | Tottenham Hotspur | Anglia | Division One   | 40    | 2      |
| 1992/93 | Tottenham Hotspur | Anglia | Premier League | 29    | 2      |
| 1993/94 | Tottenham Hotspur | Anglia | Premier League | 29    | 0      |
| 1994/95 | Tottenham Hotspur | Anglia | Premier League | 36    | 0      |
| 1995/96 | Tottenham Hotspur | Anglia | Premier League | 32    | 0      |
| 1996/97 | Tottenham Hotspur | Anglia | Premier League | 1     | 0      |
| 1997/98 | Tottenham Hotspur | Anglia | Premier League | 11    | 0      |

## Kariera reprezentacyjna
W latach 1982–1986 Mabbutt rozegrał 7 meczów i strzelił 2 gole w reprezentacji Anglii U-21. W dorosłej reprezentacji zadebiutował 13 października 1982 w przegranym 1:2 towarzyskim meczu z RFN, rozegranym w Londynie. W swojej karierze grał w eliminacjach do Euro 84, do Euro 88 i do Euro 92. Od 1982 do 1992 rozegrał w kadrze narodowej 16 spotkań i strzelił 1 gola.
| Mecze i gole w reprezentacji | Mecze i gole w reprezentacji | Mecze i gole w reprezentacji | Mecze i gole w reprezentacji | Mecze i gole w reprezentacji | Mecze i gole w reprezentacji | Mecze i gole w reprezentacji |
| #                            | Data                         | Stadion                      | Rywal                        | Wynik                        | Gol                          | Rozgrywki                    |
| 1982                         | 1982                         | 1982                         | 1982                         | 1982                         | 1982                         | 1982                         |
| ---------------------------- | ---------------------------- | ---------------------------- | ---------------------------- | ---------------------------- | ---------------------------- | ---------------------------- |
| 1.                           | 13.10.1982                   | Londyn, Anglia               | RFN                          | 1:2                          | 0                            | towarzyski                   |
| 2.                           | 17.11.1982                   | Saloniki, Grecja             | Grecja                       | 3:0                          | 0                            | el. ME 1984                  |
| 3.                           | 15.12.1982                   | Londyn, Anglia               | Luksemburg                   | 9:0                          | 0                            | el. ME 1984                  |
| 1983                         |                              |                              |                              |                              |                              |                              |
| 4.                           | 23.02.1983                   | Londyn, Anglia               | Walia                        | 2:1                          | 0                            | Mistrzostwa Brytyjskie 1983  |
| 5.                           | 30.03.1983                   | Londyn, Anglia               | Grecja                       | 5:0                          | 0                            | el. ME 1984                  |
| 6.                           | 27.04.1983                   | Londyn, Anglia               | Węgry                        | 2:0                          | 0                            | el. ME 1984                  |
| 7.                           | 28.05.1983                   | Belfast, Irlandia Północna   | Irlandia Północna            | 0:0                          | 0                            | Mistrzostwa Brytyjskie 1983  |
| 8.                           | 01.06.1983                   | Londyn, Anglia               | Szkocja                      | 2:0                          | 0                            | Mistrzostwa Brytyjskie 1983  |
| 9.                           | 12.10.1983                   | Budapeszt, Węgry             | Węgry                        | 3:0                          | 0                            | el. ME 1984                  |
| 1986                         |                              |                              |                              |                              |                              |                              |
| 10.                          | 12.11.1986                   | Londyn, Anglia               | Jugosławia                   | 2:0                          | 1                            | el. ME 1988                  |
| 1987                         |                              |                              |                              |                              |                              |                              |
| 11.                          | 01.04.1987                   | Belfast, Irlandia Północna   | Irlandia Północna            | 2:0                          | 0                            | el. ME 1988                  |
| 12.                          | 29.04.1987                   | Izmir, Turcja                | Turcja                       | 0:0                          | 0                            | el. ME 1988                  |
| 13.                          | 09.09.1987                   | Düsseldorf, RFN              | RFN                          | 1:3                          | 0                            | towarzyski                   |
| 1991                         |                              |                              |                              |                              |                              |                              |
| 14.                          | 16.10.1991                   | Londyn, Anglia               | Turcja                       | 1:0                          | 0                            | el. ME 1992                  |
| 15.                          | 13.11.1991                   | Poznań, Polska               | Polska                       | 1:1                          | 0                            | el. ME 1992                  |
| 1992                         |                              |                              |                              |                              |                              |                              |
| 16.                          | 25.03.1992                   | Praga, Czechosłowacja        | Czechosłowacja               | 2:2                          | 0                            | towarzyski                   |